# Лонґ-Кольонія
Лонґ-Кольонія (пол. Łąg-Kolonia, нім. Long Kolonie) — село в Польщі, у гміні Черськ Хойницького повіту Поморського воєводства.
Населення — 537 осіб (2011).
У 1975-1998 роках село належало до Бидгощського воєводства.

## Демографія
Демографічна структура станом на 31 березня 2011 року:
|          | Загалом | Допрацездатний вік | Працездатний вік | Постпрацездатний вік |
| -------- | ------- | ------------------ | ---------------- | -------------------- |
| Чоловіки | 282     | 72                 | 181              | 29                   |
| Жінки    | 255     | 54                 | 157              | 44                   |
| Разом    | 537     | 126                | 338              | 73                   |